# Urampokhara
Urampokhara (nep. उरामपोखरा) – gaun wikas samiti w zachodniej części Nepalu w strefie Dhawalagiri w dystrykcie Parbat. Według nepalskiego spisu powszechnego z 2001 roku liczył on 496 gospodarstw domowych i 2851 mieszkańców (1515 kobiet i 1336 mężczyzn).